# Zéca Lopes
Zéca Lopes, de son nom complet José dos Santos Lopes (né le 1er novembre 1910 à Batatais au Brésil et mort le 28 août 1996 dans la même ville), est un joueur de football brésilien.

## Biographie
En club, il évolue tout d'abord dans le club de sa ville natale du Batatais Futebol Clube entre 1928 et 1931, avant de rejoindre de club pauliste des Corinthians de 1932 à 1941.
En international, il joue avec l'équipe du Brésil entre 1938 et 1940, et participe notamment, appelé par le sélectionneur brésilien Adhemar Pimenta, à la coupe du monde 1938 en France.

## Palmarès

### Club
- Championnat Pauliste (4) :

Corinthians : 1937, 1938, 1939, 1941